# .ye
.ye è il dominio di primo livello nazionale assegnato allo Yemen.
Durante la guerra civile gli Huthi hanno preso controllo del dominio .ye, spingendo il governo di Hadi a registrare un dominio .net.